# الرياض (فرقاطة)
الرياض (812) فرقاطة من فئة الرياض من البحرية الملكية السعودية.

## التطوير والتصميم
فرقاطة الرياض هي نسخة موسعة مضادة للجو من الفرقاطة الفرنسية لا فاييت، بقدرة إزاحة تبلغ حوالي 4,700 t (5,181 طن صغير) وبطول ممتد إلى 133 متر (436 قدم 4 بوصة) .
نظام القتال للسفن، الذي أنتجته أرماريس كمشروع مشترك بين (Direction des Constructions Navales / مجموعة تاليس)، مزود بصواريخ أستر 15 سطح - جو (SAM) التي تم إطلاقها من قاذفات سيلفر العمودية (SYLVER - SYstème de Lancement VERtical). كما هو الحال مع فئة لا فاييت، فإن السلاح الهجومي الأساسي هو صاروخ إكزوست المضاد للسفن. المدفع الرئيسي للسفينة هو مدفع أوتو ميلارا 76 ملم فائق السرعة ليحل محل المدفع الأوتوماتيكي (100 TR) المستخدم على طراز لا فاييت. هناك أيضًا أربعة أنابيب طوربيد مثبتة في الخلف من عيار 533 مليمتر (21.0 بوصة)، تطلق طوربيدات ثقيلة الوزن مضادة للغواصات (DTCN F17). الرياض قادرة على الوصول إلى سرعة قصوى تبلغ 46 كيلومتر في الساعة (29 ميل/س؛ 25 عقدة) بمدى أقصى 13,000 كيلومتر (8,078 ميل؛ 7,019 nmi) .

## البناء والوظيفة
تم إطلاق الرياض في 1 أغسطس 2000 في حوض بناء السفن DCNS في لوريان وتم تكليفه في 26 يوليو 2002.

## فرقاطات فئةالرياض
تم بناء ثلاث فرقاطات من فئة الرياض:
الرياض (812)تم تكليف السفينة الرائدة في عام 2002
مكة (814)تم تكليف السفينة في عام 2004
الدمام (816)تم تكليف السفينة في عام 2004

## انظر أيضُا
- الدمام (فرقاطة)
- مكة (فرقاطة)